# Ateuchus loricatus
Ateuchus loricatus är en skalbaggsart som beskrevs av Antoine Boucomont 1928. Ateuchus loricatus ingår i släktet Ateuchus och familjen bladhorningar. Inga underarter finns listade.